# Woldstedtius concavus
Woldstedtius concavus là một loài tò vò trong họ Ichneumonidae.